# Göran Adolf Rutensköld
Göran (Georg) Adolf Rutensköld, född 23 april 1712 på Hinderstorp i Häggesleds socken, död 13 maj 1786 i Borrarp, var ett hovrättsråd och lagman.
Han var assessor i Göta hovrätt 1747 och hovrättsråd där 1752. Lagman i Tiohärads lagsaga 1759 från vilken han begärde avsked 1773.
Innehavare av Borrarp i Dalstorps socken Reutersberg i Hulareds socken.